# Giovanni Battista Calandra
Pour les articles homonymes, voir Calandra.

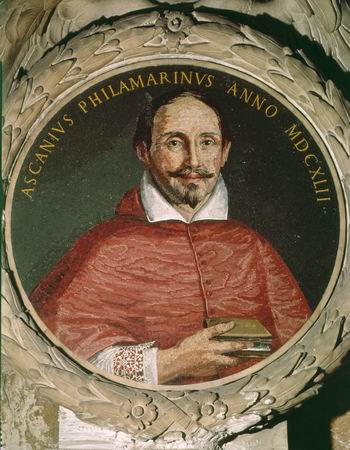

Giovanni Battista Calandra (Verceil, 1586 - Rome, env. 1644) est un artiste-mosaïste italien qui a été surtout actif au Vatican.

## Biographie
Après son apprentissage artistique dans sa ville natale, il part, après la mort de son père, en 1602 à Rome, où il étudie la mosaïque auprès de Marcello Provenzale qui travaille et l'invite à l'assister à la restauration de mosaïques antiques dans l'intérêt nouveau pour ces œuvres.
Pendant le pontificat d'Urbain VIII, ce sont les tableaux de Saint-Pierre de Rome trop endommagés qui sont copiés en mosaïque, par Provenzale d'abord puis par Calandra, puis sur les cartons du Cavalier d'Arpin. En 1629, Calandra est nommé restaurateur officiel de Saint-Pierre de Rome. Les mosaïques furent ensuite portées à leur perfection par Cristofori.
Guido Ubaldo Abbatini l'assiste à la chapelle de la Madone et remplace Calandra à la mort de celui-ci en 1644 en poursuivant ses travaux d'après ses cartons.

## Œuvres
- Copie de  La Navicella de Giotto
- Copie de l'antique mosaïque Palestrina du cardinal Francesco Barberini.
- Les Quatre Docteurs de l'Église, d'après les cartons du Cavalier d'Arpin, Saint-Pierre de Rome.
- Mosaïques d'après les cartons du Cavalier d'Arpin, Giovanni-Francesco Romanelli, Giovanni  Lanfranco, Andrea Sacchi, et Pellegrini.
- Saint Michel archange, carton du Cavalier d'Arpin, chapelle Saint-Michel.
- Vierge à l'Enfant pour la reine Christine de Suède.
- Portrait de Camillo Rospigliosi[1], mosaïque sur base de bois.

## Sources
- (en) Cet article est partiellement ou en totalité issu de l’article de Wikipédia en anglais intitulé « Giovanni Battista Calandra » (voir la liste des auteurs).
- Notice du Getty Center